# Mallee-Cliffs-Nationalpark
Der Mallee-Cliffs-Nationalpark ist ein Nationalpark im Südwesten des australischen Bundesstaates New South Wales, 789 Kilometer westlich von Sydney und 30 Kilometer nördlich des Murray River bei Mildura. Der Park wurde geschaffen, um die Sandflächen, Sanddünen und Lebensräume des Mallee Country zu erhalten. Besonderer Wert wird auf die Rolle des Parks als Wildtierschutzgebiet gelegt und seine Einrichtung sollte vornehmlich den Lebensraum des Thermometerhuhns (Leipoa ocellata) schützen.
Der Park ist nicht für die Öffentlichkeit zugänglich, weil man das Thermometerhuhn und andere bedrohte Tierarten schützen und andere Schutzziele erreichen will. Eine Zugangsmöglichkeit besteht nur für Schulen und Colleges für erzieherische Zwecke, sowie für wissenschaftliche Untersuchungen, die für die Parkverwaltung wichtig und mit den Schutzprinzipien vereinbar sind.
Der Nationalpark wurde 1977 auf einer Fläche von 57.969 Hektar eingerichtet, nachdem die Foundation for National Parks & Wildlife das gesamte Gelände aus privater Hand gekauft hatte.

## Geografie
Der Mallee-Cliffs-Nationalpark bewahrt die ursprünglichen roten Lehmebenen im Südwesten von New South Wales und schützt die ausgedehnten flachen bis leicht gewellten roten Sandflächen und linearen Sanddünen, die in den Trockenzeiten vor 350.000 – 500.000 Jahren entstanden sind.

## Flora
Im Park werden ursprüngliche Gruppen von Mallee-Bäumen und lockerem Palisander-Belah-Wald erhalten. Mallee sind kleine Eukalyptusbäume und -büsche mit vielen kleinen Stämmen und dicken Wurzeln, die Wasser speichern können. Bevor die bewässerte Landwirtschaft begann, bedeckte Mallee-Dickicht den größten Teil des Nordwestens des Bundesstaates Victoria und Gebiete im südwestlichen New South Wales. Der Park enthält wichtige Mallee-Gesellschaften, auch die Sorten Bull Mallee und Whipstick Mallee. Diese Vegetation wird weiterhin im ganzen Land außerhalb des Parks großflächig beseitigt, um Weideland zu gewinnen. Im Park überleben Relikte von Pflanzengesellschaften, die langfristige Veränderungen in der Vegetation sichtbar machen können.
Im Januar 1975 zerstörte ein Waldbrand die Gegend, die später zum Nationalpark wurde, wodurch das Durchschnittsalter der Pflanzen deutlich geringer als in ähnlichen Schutzgebieten wurde. Dies macht den Park weniger attraktiv für die Aussetzung bestimmter Tiere, wie die Honigfresserart Black-eared Miner, die ältere Mallee-Bäume und -Büsche als Lebensraum nutzen.

## Fauna
Der Park ist das einzige Schutzgebiet für das Thermometerhuhn in New South Wales. Dieser Vogel findet sich in trockenen Gegenden nur dort, wo Mallee wächst. Die Hähne bauen ein Nest, indem sie im Winter ein großes Loch graben und füllen es vier Monate lang mit Gras und Blättern. Die Hühner legen im Frühjahr einige Tage lang ein Ei pro Tag in dieses Nest. Die Hähne bedecken dann das Ganze mit Sand. Dieser „Kompost“ verrottet dann und entwickelt so Wärme. Die Hähne überwachen das Nest, prüfen seine Temperatur mit der Zunge und entfernen je nach Bedarf Sand oder fügen welchen dazu. Wenn die Küken ausschlüpfen, graben sie sich ihren Weg an die Oberfläche und verharren dort für bis zu 20 Minuten ganz starr, bevor sie sich ins Unterholz davonmachen. Die Küken schlüpfen schon mit Federn und sind sofort von den Altvögeln unabhängig. Brutpflege benötigen sie nicht. Das Thermometerhuhn wird bis zu 60 cm lang.
Man findet darüber hinaus etliche kleinere Vogelarten in der Gegend und auch Emus. An Säugetieren gibt es das westliche graue Riesenkänguru, den Bilchbeutler und zwei Fledermausarten (Little Pied Bat und Greater Long-eared Bat), die alte Bäume als Nester nutzen. Der Mallee (Spinifex) ist der wichtigste Lebensraum für die Blauzunge.